# Финаце (Банд, Муреш)
Финаце (рум. Fânațe) — село у повіті Муреш в Румунії. Входить до складу комуни Банд.
Село розташоване на відстані 281 км на північний захід від Бухареста, 21 км на північний захід від Тиргу-Муреша, 56 км на схід від Клуж-Напоки, 148 км на північний захід від Брашова.

## Населення
За даними перепису населення 2002 року у селі проживали 339 осіб.
Національний склад населення села:
| Національність | Кількість осіб | Відсоток |
| -------------- | -------------- | -------- |
| румуни         | 321            | 94,7%    |
| цигани         | 10             | 2,9%     |
| угорці         | 8              | 2,4%     |

Рідною мовою назвали:
| Мова      | Кількість осіб | Відсоток |
| --------- | -------------- | -------- |
| румунська | 324            | 95,6%    |
| угорська  | 9              | 2,7%     |
| циганська | 6              | 1,8%     |